# Miamira sinuata
Miamira sinuata es una especie de molusco nudibranquios de la familia Chromodorididae. Es la especie tipo de su género aunque originalmente fue incluida en el género Doris.